# یواس‌اس فانینگ (دی‌دی-۳۷)
یواس‌اس فانینگ (دی‌دی-۳۷) (به انگلیسی: USS Fanning (DD-37)) یک کشتی بود که طول آن ۲۹۳ فوت ۱۱ اینچ (۸۹٫۵۹ متر) بود. این کشتی در سال ۱۹۱۰ ساخته شد.